# 立花政俊
立花 政俊（たちばな まさとし）は、江戸時代初期の武士。筑後国柳河藩士。立花直次の子。柳河藩重臣家の立花両家の一つで「武の家」と呼ばれた立花内膳家の祖。通称は内膳、号は宗繁。
諸系図で諱を政俊あるは種俊とし、息子と混同するものもある。

## 生涯
慶長13年（1608年）、立花直次の子として誕生。兄弟に柳河藩第2代藩主・立花忠茂や旗本の立花種吉などがいる。
寛永14年（1637年）の島原の乱の際において、親類の三池藩主で幼少であった立花種長に代わって三池藩兵95名を指揮。この功により、寛永15年（1638年）に丁銀690目及び上内村及び下内村に2000石を拝領されるが、半分の上内村（現在の大牟田市上内）1000石のみを受けており、これが内膳家代々の所領となったとされる。また、戦後に『島原陣記』を記した。
一方で所領については、「寛永十五年寅五月九日 有馬御陣二而御公儀～之御扶持方銀割符帳」（1638年）に「高千石・丁銀六百九十目・内膳様」とあり、万治3年（1660年）とされる「忠茂公御代之分限帳」に「高千石 内800石 上内村 内200石 坂井村 立花内膳様」とある。
寛文4年（1664年）閏5月17日に死去。戒名は台照院殿渓雄宗繁日源大居士。墓所は柳川の台照院。
なお、文久3年（1863年）に内膳家所領内の上内八幡宮境内に政俊没後200年を記念して宗繁神社が建立される。